# منجك الترمذي
منجك الترمذي (الفارسية: منجیک ترمذی) كان شاعرًا فارسيًا نشط في النصف الثاني من القرن 10 م، واشتهر بقصائده الساخرة. كان من مواليد مدينة ترمذ الفارسية، وكان مداحًا لسلالة آل محتاج المحلية في صغنيان.